# На живо в Медисън Скуеър Гардън
„На живо в Медисън Скуеър Гардън“ е кеч събитие, продуцирано от WWE, проведено и излъчено на живо по Мрежата на WWE на 3 октомври 2015 г.
Събитието е приветствано като част от Турнето Въври по Дяволите на Брок Леснар и завръщането му в първия си мач в Медисън Скуеър Гардън от първоначалното му напускане от Федрацията през 2004 г. Шоуто отбелязва 25-годишнина от дебюта на Крис Джерико в кеч индустрията.

## Заден план
На живо в Медисън Скуеър Гардън включваше кеч мачове с участието на различни борци от вече съществуващи сценични вражди и сюжетни линии, които изиграват по Първична сила и Разбиване. Борците са добри или лоши, тъй като те следват поредица от събития, които са изградили напрежение и кулминират в мач или серия от мачове.
Събитието включваше Брок Леснар в мач срещу Грамадата, който беше първия мач на Леснар в Медисън Скуеър Гардън откакто Кечмания 20. Преди Леснар и Грамадата имаха врежда през януари 2014, когато Леснар атакува Марк Хенри в епизод на Първична сила на 6 януари. Имаше кратка психическа конфронтация между двамата, което започна вражда, която свърши на Кралски Грохот 2014, където Грамадата загуби от Леснар след като бе брутално пребит с няколко стоманени стола преди мача да започне.

## Резултати
| #                                                                     | Резултати | Правила                                       | Време |
| 1D                                                                    | Зак Райдър победи Бо Далас | Сингъл мач                                    | N/A   |
| 2D                                                                    | Марк Хенри победи Брад Мадокс | Сингъл мач                                    | N/A   |
| 3                                                                     | Ренди Ортън и Долф Зиглър победи Шеймъс и Русев (с Съмър Рей)                                                                      | Отборен мач                                   | 09:00 |
| 4                                                                     | Невил победи Звезден прах | Сингъл мач                                    | 07:20 |
| 5                                                                     | Отбор Пи Си Би (Пейдж, Шарлът и Беки Линч) победи Отбор Бела (Ники Бела, Бри Бела и Алиша Фокс)                                    | Отборен мач с 6 диви                          | 08:35 |
| 6                                                                     | Кевин Оуенс (ш) победи Крис Джерико                                                                                                | Мач за Интерконтиненталната Титла             | 08:10 |
| 7                                                                     | Дъдли Бойс (Бъба Рей Дъдли и Дивон Дъдли) победиха Нов Ден (Големият И и Кофи Кингстън) (с Ксейвиър Уудс) (ш) чрез дисквалификация | Отборен мач за Отборните Титли на Федерацията | 06:40 |
| 8                                                                     | Брок Леснар (с Пол Хеймън) победи Грамадата                                                                                        | Сингъл мач                                    | 04:05 |
| 9                                                                     | Джон Сина (ш) победи Сет Ролинс | Мач в Клетка за Титлата на Съединените щати   | 22:43 |
| (ш) – указва шампиона/шампионите в мача; D – показва, че мача е тъмен | |                                               |       |